# Detroit Pistons 1980-1981
La stagione 1980-81 dei Detroit Pistons fu la 32ª nella NBA per la franchigia.
I Detroit Pistons arrivarono sesti nella Central Division della Eastern Conference con un record di 21-61, non qualificandosi per i play-off.

## Roster
| N°    | Naz.                   | Ruolo | Sportivo       | Anno | Alt. | Peso |
| ----- | ---------------------- | ----- | -------------- | ---- | ---- | ---- |
| 11    | Stati Uniti (bandiera) | AC    | Bob McAdoo     | 1951 | 206  | 95   |
| 15    | Stati Uniti (bandiera) | G     | Larry Wright   | 1954 | 185  | 73   |
| 22    | Stati Uniti (bandiera) | G     | Larry Drew     | 1958 | 185  | 77   |
| 25    | Stati Uniti (bandiera) | GA    | John Long      | 1956 | 196  | 88   |
| 30    | Stati Uniti (bandiera) | G     | Ron Lee        | 1952 | 193  | 88   |
| 32    | Stati Uniti (bandiera) | A     | Greg Kelser    | 1957 | 201  | 86   |
| 33    | Stati Uniti (bandiera) | G     | Keith Herron   | 1956 | 198  | 88   |
| 35    | Stati Uniti (bandiera) | AC    | Phil Hubbard   | 1956 | 203  | 98   |
| 41    | Stati Uniti (bandiera) | GA    | Terry Tyler    | 1956 | 201  | 98   |
| 42    | Stati Uniti (bandiera) | A     | Wayne Robinson | 1958 | 203  | 98   |
| 43    | Stati Uniti (bandiera) | G     | Tony Fuller    | 1958 | 193  | 82   |
| 44-53 | Stati Uniti (bandiera) | AC    | Paul Mokeski   | 1957 | 213  | 113  |
| 50    | Stati Uniti (bandiera) | G     | Norman Black   | 1957 | 196  | 84   |
| 50    | Stati Uniti (bandiera) | A     | Lee Johnson    | 1957 | 211  | 93   |
| 50    | Stati Uniti (bandiera) | C     | Ed Lawrence    | 1952 | 213  | 103  |
| 54    | Stati Uniti (bandiera) | C     | Kent Benson    | 1954 | 208  | 107  |

## Staff tecnico
- Allenatore: Scotty Robertson
- Vice-allenatore: Don Chaney